# Latanoprost

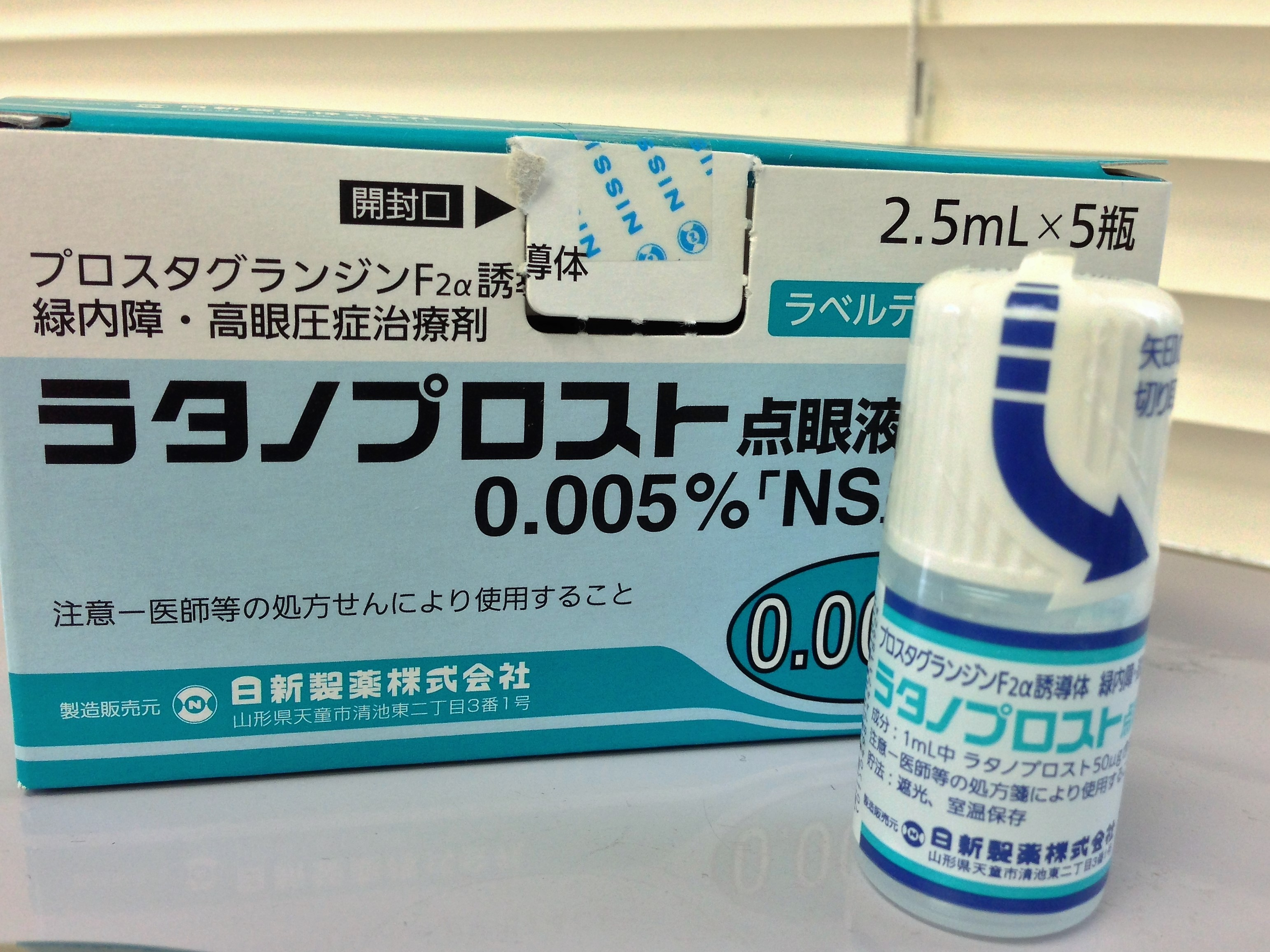
Latanoprost

Le latanoprost est une molécule de la famille des analogues des prostaglandines. Il est utilisé chez l'homme comme médicament pour traiter le glaucome.

## Développement et commercialisation
Le latanoprost a été développé dans les années 1990 par les laboratoires suédois Kabi Pharmacia sous la référence PhXA34 (mélange racémique) puis PhAX41 (épimère 15 R). Il a été élaboré en modifiant la structure naturelle de la prostaglandine F2α par introduction d'un groupe phényle sur une chaîne latérale et saturation de la liaison double C13-C14.
Le latanoprost a été commercialisé par Pfizer à partir de 1996. En 2012, ce produit est disponible sous forme de médicament générique.
En 2025, le laboratoire SANTEN commercialise un collyre à base de latanopsort allié au Nétarsudil .

## Mode d'action
Le latanoprost est un analogue de la prostaglandine F2α. Administré sous forme de collyre, il a pour effet d'augmenter l'écoulement de l'humeur aqueuse ce qui contribue à faire diminuer la pression dans l'œil.

## Effets secondaires
Parmi les effets secondaires les plus fréquents, on constate un changement de couleur de l'iris ainsi qu'une modification des cils (augmentation de la longueur, de l'épaisseur, de la pigmentation et du nombre de cils). On observe aussi des irritations de l'œil ou de la paupière ainsi que des kératites.

## Spécialités contenant du latanoprost
Médicaments contenant du latanoprost commercialisés en France :
- Xalatan
- Biolatan
- Xalacom (en association avec du timolol)
- Lataduo (en association avec du timolol)
- latanoprost générique des laboratoires Actavis, Arrow, Biogaran, Mylan, Rambaxy, Sandoz et Teva.
- latanoprost sans conservateur des Laboratoires Théa.
- latanoprost sans conservateur des Laboratoires  Biothera.
- Roclanda des laboratoires SANTEN

## Divers
Le latanoprost fait partie de la liste des médicaments essentiels de l'Organisation mondiale de la santé (liste mise à jour en avril 2013).